# Рапано Инфериоре (Месина)
Рапано Инфериоре је насеље у Италији у округу Месина, региону Сицилија.
Према процени из 2011. у насељу је живело 36 становника. Насеље се налази на надморској висини од 274 м.